# Clássica da Primavera
La Clássica da Primavera est une course cycliste portugaise disputée au mois de mars autour de Póvoa de Varzim, dans le district de Porto. Créée en 1994, cette épreuve est ouverte aux amateurs et aux professionnels. Elle fait partie du calendrier de la Coupe du Portugal,.
Les trois premières éditions se déroulent sous le nom de Grande Prémio da Póvoa de Varzim. 

## Palmarès
| Année | Vainqueur            | Deuxième            | Troisième               |
| ----- | -------------------- | ------------------- | ----------------------- |
| 1994  | Delmino Pereira      | Pavel Khamidouline  | Paulo Barroso           |
| 1995  | Paulo Ferreira       | Carlos Carneiro     | Juan Carlos Taboas (es) |
| 1996  | Paulo Barroso        |                     |                         |
| 1997  | Manuel Liberato (nl) | Stancho Stanchev    | Pedro Silva             |
| 1998  | Joaquim Sampaio      | Youri Sourkov       | Juan Carlos Taboas (es) |
| 1999  | Joaquim Andrade      | Youri Sourkov       | Rui Sousa               |
| 2000  | Paulo Barroso        | José Azevedo        | Delmino Pereira         |
| 2001  | Arnoldas Saprykinas  | Rui Lavarinhas      | Carlos Carneiro         |
| 2002  | Ezequiel Mosquera    | Gustavo Domínguez   | Nélson Vitorino         |
| 2003  | Gustavo César Veloso | David García Dapena | Joaquim Sampaio         |
| 2004  | Fernando Fernández   | César Quiterio (de) | Jorge Torre             |
| 2005  | Alberto Benito       | Alexei Markov       | Pedro Lopes (pt)        |
| 2006  | Sérgio Ribeiro       | José Miguel Martins | Cândido Barbosa         |
| 2007  | Manuel Cardoso       | Pedro Soeiro (en)   | Cândido Barbosa         |
| 2008  | João Cabreira        | Sérgio Sousa        | Ángel Vicioso           |
| 2009  | Edgar Pinto          | Mário Costa         | Hugo Sabido             |
| 2010  | Cândido Barbosa      | Filipe Cardoso      | Mário Costa             |
| 2011  | Pas organisé         | Pas organisé        | Pas organisé            |
| 2012  | Samuel Caldeira      | Bruno Saraiva       | Sérgio Ribeiro          |
| 2013  | Pas organisé         | Pas organisé        | Pas organisé            |
| 2014  | Diego Rubio          | Mário Costa         | Filipe Cardoso          |
| 2015  | Pedro Paulinho       | Daniel Freitas      | Manuel Cardoso          |
| 2016  | Matti Manninen       | Sebastian Baylis    | Rafael Silva            |
| 2017  | Gustavo César Veloso | Omar Mendoza        | Domingos Gonçalves      |
| 2018  | Domingos Gonçalves   | Samuel Caldeira     | Rafael Silva            |
| 2019  | César Martingil      | Rafael Silva        | Luís Gomes              |
| 2020  | Luís Gomes           | Rafael Silva        | Alexander Grigoriev     |
| 2021  | Pas organisé         | Pas organisé        | Pas organisé            |
| 2022  | Daniel Freitas       | Rafael Silva        | Luís Gomes              |
| 2023  | Mauricio Moreira     | Luís Gomes          | Hugo Nunes              |
| 2024  | Francisco Campos     | Luís Gomes          | Fábio Costa             |
| 2025  | Emanuel Duarte       | Joaquim Silva       | Pedro Pinto             |